# Rödflikig honungsfågel
Rödflikig honungsfågel (Anthochaera carunculata) är en fågel i familjen honungsfåglar inom ordningen tättingar.

## Utseende och läte
Rödflikig honungsfågel är en stor honungsfågel med gråbrun streckad fjäderdräkt och lysande gult på nedre delen av buken. I ansiktet syns små skäraktiga hudflikar. Adulta fågeln har svart hjässa, rött öga med en vit fläck under, gul buk och streck tvärs över hals, rygg och bröst. Ungfågeln är mer enfärgat brun med mindre tydliga ansiktsflikar. Fågeln har en lång rad ljudliga och hårda läten.

## Utbredning och systematik
Rödflikig honungsfågel delas in i tre underarter:
- A. c. carunculata – förekommer från sydöstra Australien (sydöstra Queensland till södra och centrala Victoria)
- A. c. clelandi – förekommer på Kangaroo Island (South Australia)
- A. c. woodwardi – förekommer i sydvästra Western Australia, Eyrehalvön (South Australia)

## Levnadssätt
Rödflikig honungsfågel hittas i olika typer av miljöer, varhelst det finns blommande buskar och träd. Den kan vara rätt så aggressiv och jaga bort mindre fåglar under födosöken.

## Status
Arten har ett stort utbredningsområde och beståndet anses vara stabilt. Internationella naturvårdsunionen IUCN listar den därför som livskraftig (LC).

## Bilder

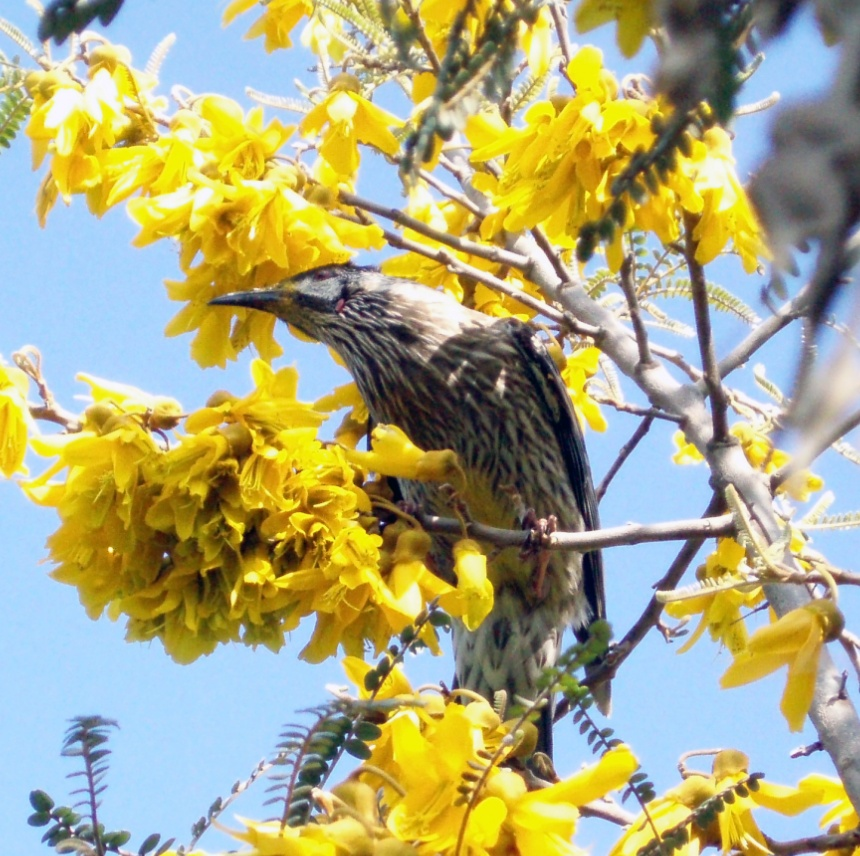
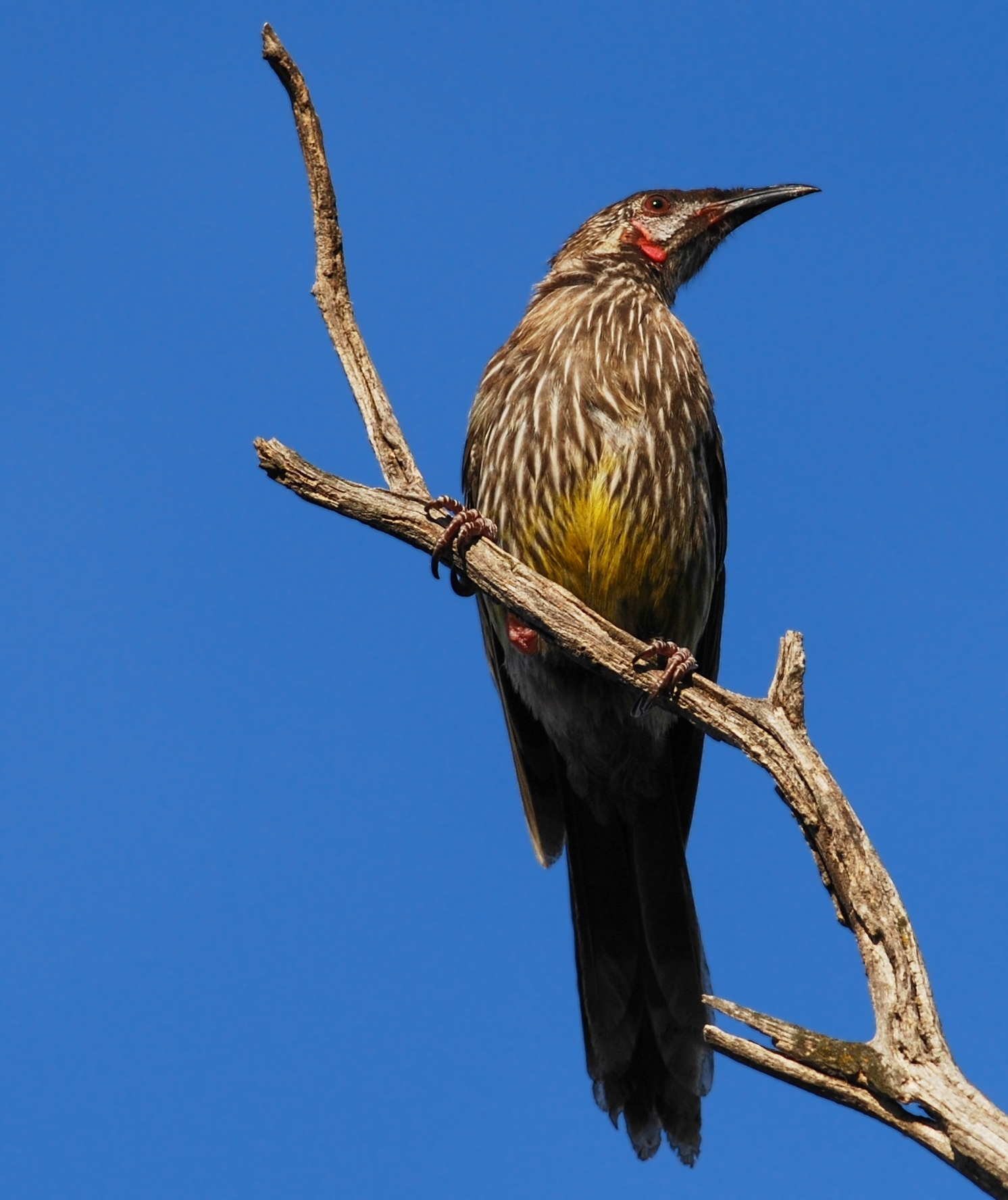
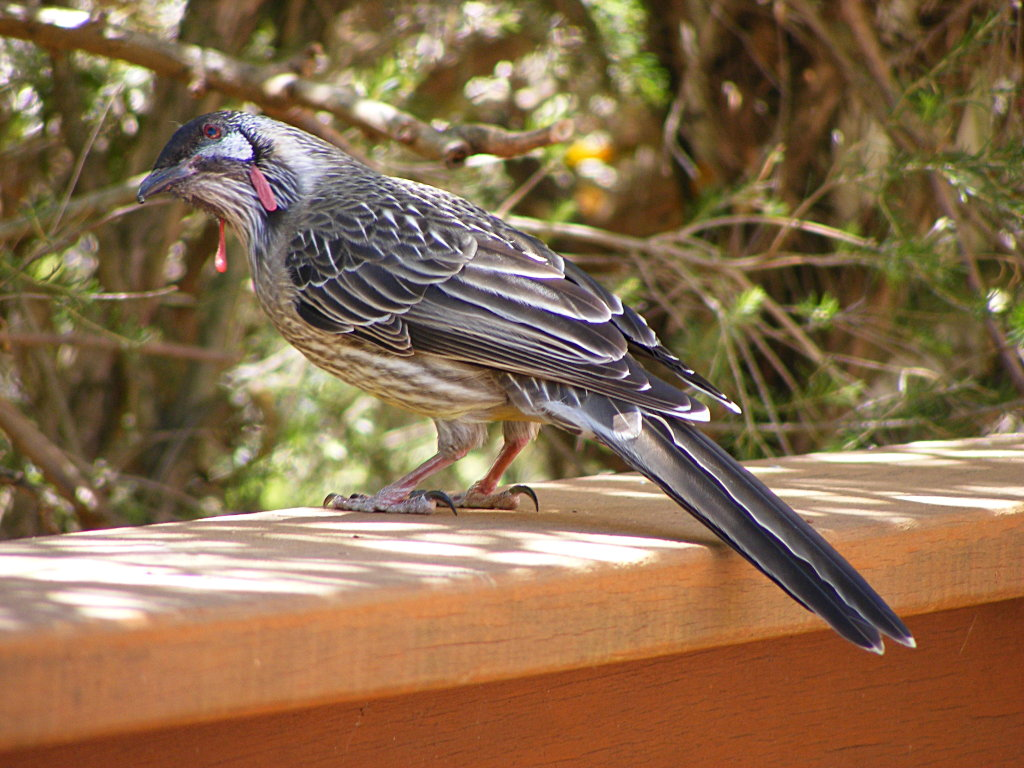
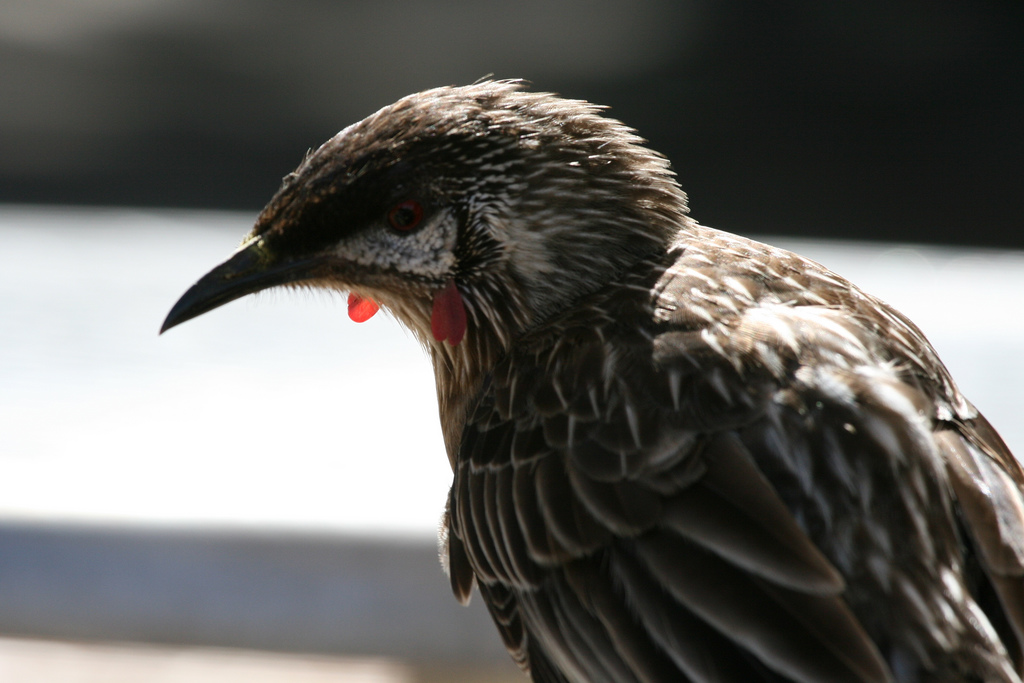